# Émile Jung

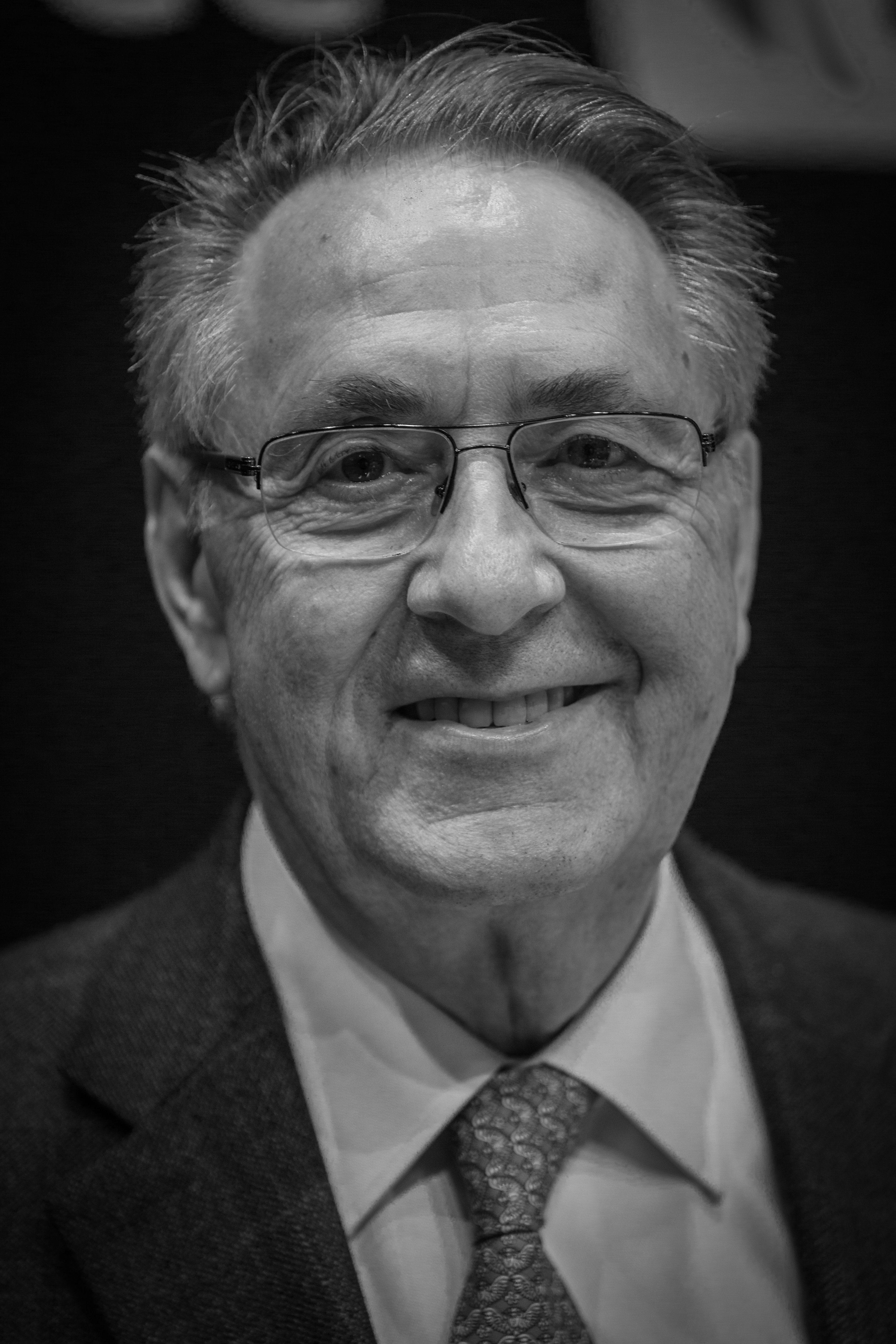
Émile Jung (2014)

Émile Jung (* 2. April 1941 in Masevaux; † 27. Januar 2020 in Straßburg) war ein französischer Koch.

## Werdegang
Jungs Vater war Koch und besaß das Hotel mit Restaurant L'Hostellerie Alsacienne in Masevaux. 1965 lernte er seine Frau Monique kennen, die eine Hotelfachschule in Straßburg absolvierte und als Restaurantwirtin arbeitete. 1966 wurde Jungs Restaurant L'Hostellerie Alsacienne mit einem Michelinstern ausgezeichnet.
1971 kauften sie das Restaurant Au Crocodile in Straßburg, das 1972 mit einem Michelinstern, 1975 mit zwei und 1989 mit drei Sternen ausgezeichnet wurde. 
Ab 2003 waren es noch zwei Sterne. Für Emile Jung war der Verlust des dritten Sterns wie ein Todesfall in der Familie: „Keine Worte können den Schmerz lindern, der an unseren Herzen nagt und unsere Seele tötet.“ Im Juni 2009 verkaufte Jung das Restaurant an Philippe Bohrer.

## Auszeichnungen
- 1966: Ein Michelinstern im Guide Michelin für das Restaurant L'Hostellerie Alsacienne in Masevaux
- 1975: Zwei Michelinsterne im Guide Michelin für das Restaurant Au Crocodile in Straßburg
- 1989: Drei Michelinsterne im Guide Michelin für das Restaurant Au Crocodile in Straßburg

## Publikationen
- Au menu de ma vie. La Nuée Bleue 2001, ISBN 978-2-7165-0551-2.
- À la table du Crocodile. La Nuée Bleue 2001, ISBN 978-2-7165-0563-5.
- Beteiligung: Buffet toqué : 25 Etoiles livrent leurs secrets. Librio 2007, ISBN 978-2290002117.